# NGC 2551

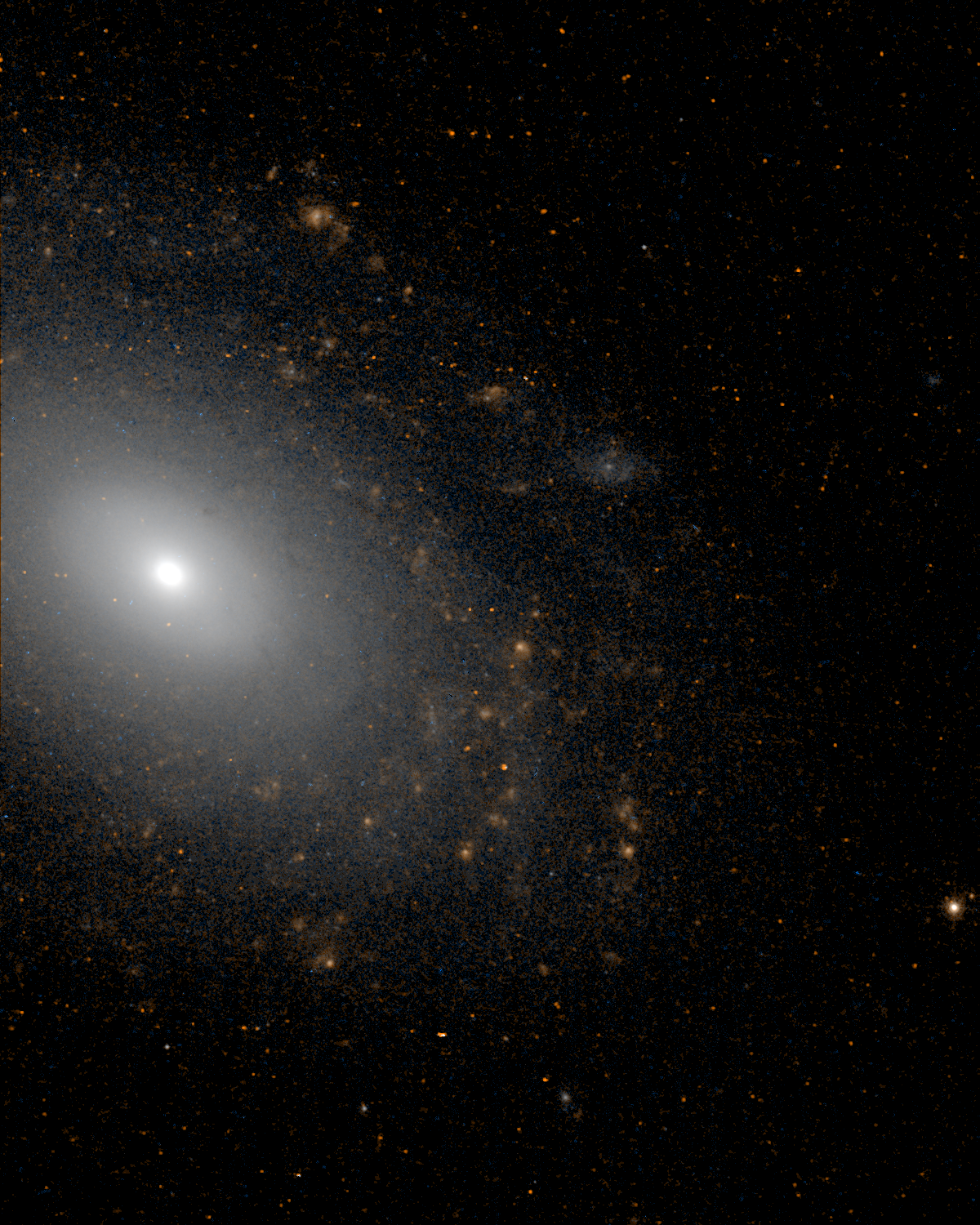
Image réalisée à l'aide des données captées par le télescope spatial Hubble.

NGC 2551 est une galaxie lenticulaire (spirale ?) située dans la constellation de la Girafe. NGC 2551 a été découverte par l'astronome allemand Wilhelm Tempel en 1882.

## Caractéristiques
Sa vitesse par rapport au fond diffus cosmologique est de 2 379 ± 11 km/s, ce qui correspond à une distance de Hubble de 35,1 ± 2,5 Mpc (∼114 millions d'al).
À ce jour, une mesure non basée sur le décalage vers le rouge (redshift) donne une distance d'environ 34,100 Mpc (∼111 millions d'al). Cette valeur est à l'intérieur des valeurs de la distance de Hubble.
La classe de luminosité de NGC 2551 est I et elle présente une large raie HI.

## Supernova
La supernova SN 2003hr a été découverte dans NGC 2551 le 31 août 2003 par l'astronome amateur britannique Tom Boles. Cette supernova était de type II.

## Groupe de NGC 2633
La galaxie NGC 2551 fait partie du groupe de NGC 2633 qui comprend au moins 5 galaxies. Outre NGC 2551 et NGC 2633, les 3 autres galaxies du groupe sont IC 2389, NGC 2634 et NGC 2634A (= PGC 24760).